# Invariante de tipo finito
En la  teoría matemática de nudos, una invariante de tipo finito es una invariante de nudo que puede ser extendida (a ser descrita de manera precisa en lo que sigue) a una invariante de ciertos nudos singulares que se desvanecen en  nudos singulares con m + 1 singularidades, y no desaparecen en algún nudo singular con m singularidades. Se dice entonces que es de tipo o de orden m.
Considere un nudo K a ser incrustada suavemente en un círculo de {\displaystyle \mathbb {R} ^{3}}. Sea K' una inmersión suave de un círculo en {\displaystyle \mathbb {R} ^{3}} con un punto doble transversal. A continuación, {\displaystyle V^{1}(K')=V(K_{+})-V(K_{-})}, donde {\displaystyle K_{+}} se obtiene de K por resolver el punto doble levantando una hebra de arriba la otra y K_ - se obtiene igualmente empujando la hebra opuesta sobre el otro. Podemos hacer esto, para mapas con el doble  de  puntos transversales, tres puntos dobles transversales, etc., con la relación anterior. V a ser de tipo finito significa, precisamente, que debe ser un entero positivo m tal que V se desvanece en los mapas con m + 1 puntos dobles transversales.
Además, tenga en cuenta que existe el concepto de equivalencia de nudos con singularidades transversales de punto doble y V debe respetar esta equivalencia. También hay una noción de tipo finito invariante para  3-variedades.

## Ejemplos
El invariante más simple de Vassiliev no trivial de nudos, está dada por el coeficiente del término cuadrático del Polinomio de Alexander–Conway. Es un invariante de orden dos. Módulo dos, es igual a la invariante de Arf.
Cualquier coeficiente de la  invariante Kontsevich  es una invariante de tipo finito.
Las invariantes de Milnor son invariantes de tipo finito, de enlaces de cadena.

## Representación de invariantes
Michael Polyak y Oleg Viro han demostrado que todos los invariantes de Vassiliev pueden representarse mediante diagramas de cordes. Usando estos diagramas, dieron una descripción de las primeras invariantes no triviales de órdenes 2 y 3.

## El invariante universal de Vassiliev
En 1993, Maxim Kontsevich demostró el siguiente teorema importante sobre invariantes de Vassiliev: para cada nudo se puede calcular una integral, ahora llamada la  integral de Kontsevich, que es una invariante de Vassiliev universal, lo que significa que cada invariante de Vassiliev puede obtenerse por una evaluación adecuada. No se sabe en la actualidad si la integral de Kontsevich, o la totalidad de las invariantes de Vassiliev, es un nudo completo invariante. El cálculo de la  integral de Kontsevich, que tiene valores en un  álgebra  de diagrama de acordes, resulta ser bastante difícil, y se ha hecho sólo para algunas clases de nudos hasta ahora. No hay invariante de tipo finito de grado inferior a 11 que distinga nudos mutantes.